# Maimuțoiul Monk

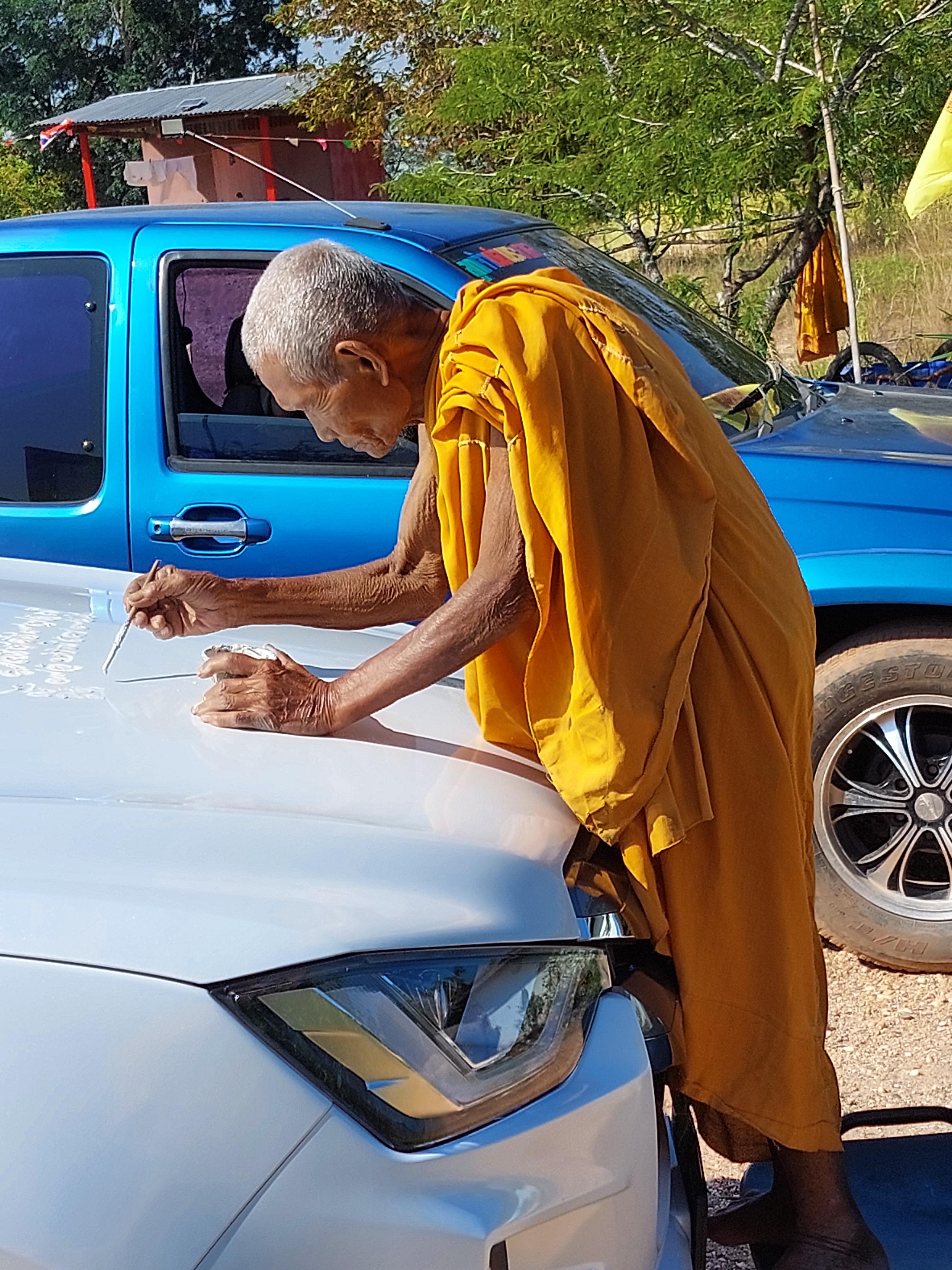
Maimuţoiul Monk

Maimuțoiul Monk este un personaj creat de desenatorii și regizorii Ion Manea, Lucian Profirescu și Artin Badea.
Pe o insulă exotică, pierdută în nemărginirea oceanului, se află un hotel părăsit, năpădit de liane și lighioanele junglei. Foștii chelneri, bucătarii, cameriștii, trăiesc într-o delăsare de nedescris, visând la splendoarea de altădată a vestitului lor hotel. Zilele trec egale, fără a se întâmpla ceva special. Urâtul și plictiseala le dau tot mai mult târcoale.
În birourile de la etaj, un maimuțoi ponosit trage de zor din trabuc, ciulind urechile la cel mai mic zgomot. I se pare chiar că aude motorul unui elicopter. "Turiștii - țipă el, înnebunit de fericire. Vin turiștii!". Dar din păcate, nu este decât agasantul Fox, venit, pentru a câta oară, să-i prezinte invitația fermă a băncii sale de a-și achita datoriile. Încercarea de a-l păcăli pe Fox cu bancnote false dă greș.
În toiul discuției aprinse, maimuțoiului îi vine o idee salvatoare: să încredințeze valurilor - în sticle bine astupate - coordonatele și harta insulei Cocos, pe care s-ar afla îngropată, chipurile, comoara vestitului pirat Benito Bonito. Toate acestea numai și numai pentru a atrage turiști și clienți pentru hotelul său și astfel să facă rost de bani.
Povestea este lungă, plină de întâmplări palpitante, din care nu lipsesc pirații, epavele misterioase, monștri marini, furtunile năpraznice, urmăririle ca-n filme. Trăznăile astfel iscate de Monk sunt, în cele din urmă, izvorul unor inspirate și educative întâmplări educative.

## Filmografie
- Răzbunarea buldogului (serial) 1982
- Cine râde la urmă 1985

## Personaje din aceeași serie
- Băiatul Ionuț
- Miaunel și Bălănel
- Motanul Pusy
- Buldogul Manole
- Lupul Volf